# Amblyseius latoculatus
Amblyseius latoculatus är en spindeldjursart som beskrevs av Wolfgang Karg 2006. Amblyseius latoculatus ingår i släktet Amblyseius och familjen Phytoseiidae. Inga underarter finns listade i Catalogue of Life.